# Thomas Haden Church
Thomas Haden Church, właściwie Thomas Richard McMillen Quesada (ur. 17 czerwca 1960 w Yolo) – amerykański aktor filmowy i telewizyjny, znany głównie z sitcomu NBC Skrzydła.

## Życiorys

### Wczesne lata
Urodził się w Yolo w stanie Kalifornia jako trzecie z sześciorga dzieci Maxine (z domu Sanders) i Carlosa „Carla” Richarda McMillena (1936–2008), oficera wojskowego/pracownika opieki zdrowotnej. Jego ojczym miał na nazwisko Quesada. Dorastał z dwoma braćmi Andrew Churchem i George'em 'Texem' Quesadą Jr. oraz trzema siostrami – Nancy Quesadą, Rita Quesadą-Rodgers i Helen Valenzuelą w Laredo, w południowo-zachodniej części stanu Teksas. W 1979 roku ukończył szkołę średnią Harlingen High School w Harlingen, w południowej części stanu Teksas. Studiował na wydziale radiowym, filmowym i telewizyjnym na University of North Texas w Denton.

### Kariera
Karierę w show-businessie zaczął jako osobowość radiowa; disc jockey i spiker.
Debiutował na ekranie w filmie niezależnym Alana Smithee Cygańskie aniołki (Gypsy Angels, 1980) u boku Richarda Roundtree. Następnie wystąpił gościnnie w serialu Fox 21 Jump Street (1989) z Johnnym Deppem i Mario Van Peeblesem, sitcomie NBC Zdrówko (Cheers, 1989) jako skater-bezlotek, serialu wojennym ABC Chińska plaża (China Beach, 1989) z Tomem Sizemore, Fox Booker (1989) z Richardem Grieco oraz sitcomie Fox Latająca ślepota (Flying Blind, 1992) z Coreym Parkerem i Téą Leoni.
Przełomem w jego karierze okazał się występ w sitcomie NBC Skrzydła (Wings, 1990-1995) w roli Lowella Mathera, tępego umysłowo mechanika Portu Lotniczego. W komedii przygodowej George prosto z drzewa (George of the Jungle, 1997) z tytułową rolą Brendana Frasera zagrał czarny charakter.
Za rolę ambitnego drugorzędnego aktora, zadowolonego z siebie erotomana w komediodramacie Bezdroża (Sideways, 2004) odebrał nagrodę Broadcast Film Critics Association, nagrodę krytyków w Chicago, w stanie Ohio i na Florydzie oraz zdobył nominację do nagrody Oscara i Złotego Globu.
Jego kreacja Toma Harte, siostrzeńca Prentice Rittera (Robert Duvall) w telewizyjnym westernie Przerwany szlak (Broken Trail, 2006) została uhonorowana nagrodą Emmy i była nominowana do nagrody Złotego Globu.

## Życie prywatne
Ze związku z Mią Zottoli ma córkę Cody (ur. 2004).

## Filmografia

### Filmy kinowe

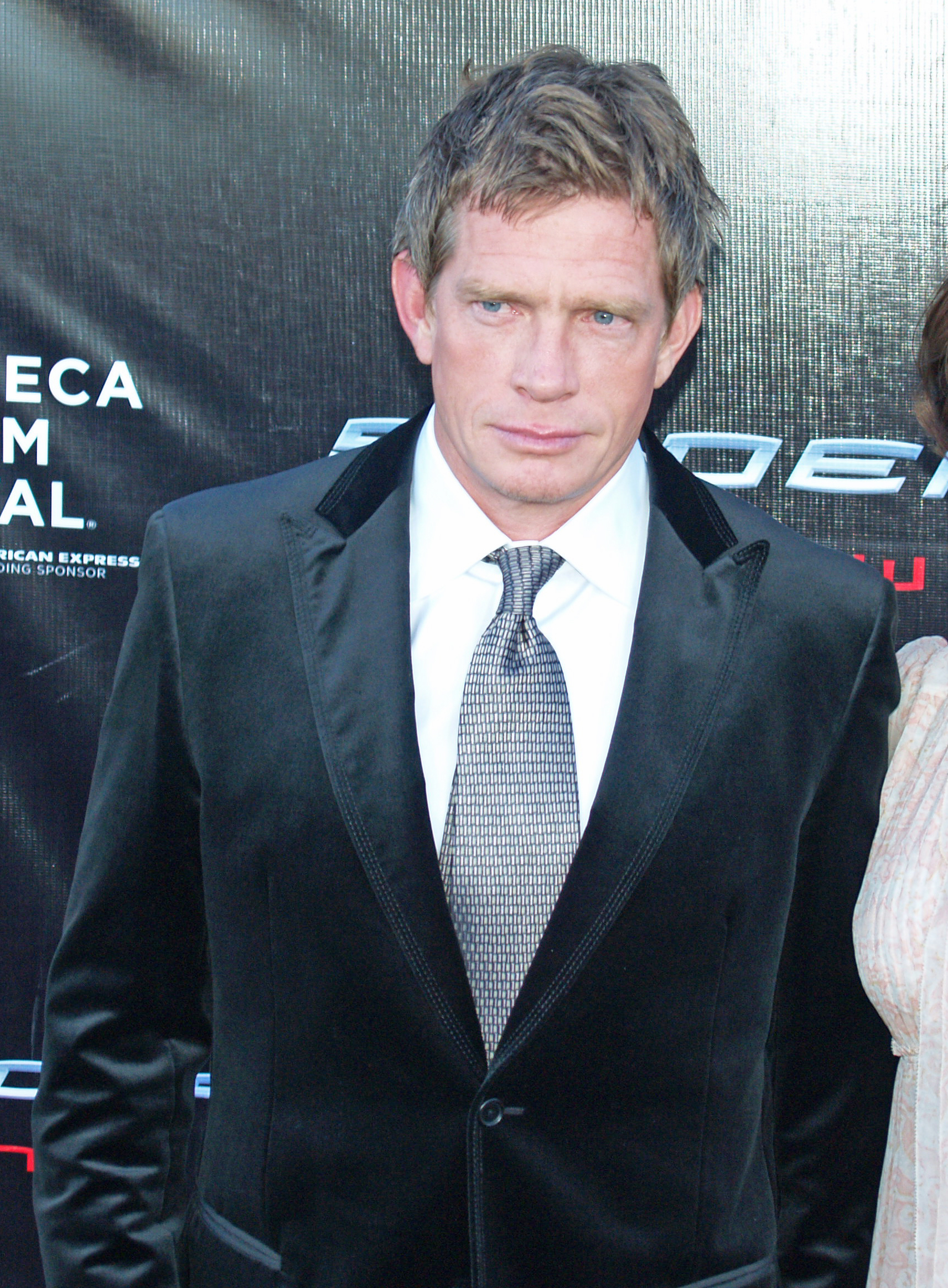
Thomas Haden Church (2007)

- 1980: Cygańskie aniołki (Gypsy Angels) jako współlokator
- 1993: Tombstone jako Billy Clanton
- 1995: Władca demonów (Demon Knight) jako Roach
- 1997: Ta jedna noc (One Night Stand) jako Don
- 1997: George prosto z drzewa (George of the Jungle) jako Lyle van de Groot
- 1998: Łatwa forsa (Free Money) jako Larry
- 1998: Plan Zuzanny (Susan's Plan) jako dr Chris Stillman
- 1999: Droga przez życie (Goosed) jako Steven Troy
- 2000: Specjalni (The Specials) jako The Strobe/Ted Tilderbrook
- 2001: 3000 mil do Graceland (3000 Miles to Graceland) jako Quigley
- 2001: Małpiszon (Monkeybone) jako asystent śmierci
- 2002: Odznaka (The Badge) jako David Hardwick
- 2002: Kowboje i idioci (Lone Star State of Mind) jako zabójca
- 2003: Rolling Kansas jako agent Madsen/Trooper
- 2003: George prosto z drzewa 2 (George of the Jungle 2) jako Lyle Van de Groot
- 2004: Serial Killing 4 Dummys jako Vince Grimaldi
- 2004: Trudne słówka (Spanglish) jako Mike
- 2004: Bezdroża (Sideways) jako Jack
- 2006: Skok przez płot (Over the Hedge) jako Dwayne LaFontaine (głos)
- 2007: Spider-Man 3 jako Flint Marko/Sandman
- 2008: Sprytni ludzie (Smart People) jako Chuck Wetherhold
- 2009: Wyobraź sobie (Imagine that) jako Johnny Whitefeather
- 2010: Łatwa dziewczyna (Easy A) jako pan Griffith
- 2011: Kupiliśmy zoo jako Duncan Mee
- 2012: John Carter jako Tal Hajus
- 2014: Niebo istnieje... naprawdę (Heaven Is for Real) jako Jay Olson
- 2015: Max jako Ray Wincott
- 2015: Tata kontra tata jako Leo Holt
- 2016: Cardboard Boxer jako Willie
- 2017: To nie jest miłość jako Grady
- 2019: The Peanut Butter Falcon jako Clint
- 2019: Hellboy jako Homar Johnson
- 2021: Spider-Man: Bez drogi do domu jako Sandman

### Filmy telewizyjne
- 1993: Przybysz (Fugitive Nights: Danger in the Desert) jako Nelson Hareem
- 1998: Zwierciadło zbrodni (Mr. Murder) jako Drew Oslett Jr.
- 2006: Przerwany szlak (Broken Trail) jako Tom Harte

### Seriale TV
- 1989: Booker jako Leon Ross
- 1989: 21 Jump Street jako Tony
- 1989: Zdrówko (Cheers) jako Gordie Brown
- 1989: Chińska plaża (China Beach) jako Jack Daniels
- 1990–1995: Skrzydła (Wings) jako Lowell Mather
- 1992: Latająca ślepota (Flying Blind) jako Jonathan
- 1995: Partnerzy (Partners) jako Ned
- 1995–1997: Ned i Stacey (Ned and Stacey) jako Ned Dorsey
- 2001: Przechodzenie do Kalifornii (Going to California) jako Schwee
- 2003: Mów mi swatka (Miss Match) jako Andrew
- 2003: Lucky jako Bobby Blaine
- 2004: Młodzi Tytani (Teen Titans) jako Mordercza Ćma (głos)
- 2012: Zwyczajny serial jako Quillgin
- od 2016: Rozwód jako Robert Dufresne

### Gry komputerowe
- 2007: Spider-Man 3 jako Flint Marko/Sandman (głos)
- 1990: Ys: Book 1&2 jako Goban Toba (głos)